# Servicio Extremeño de Salud
El Servicio Extremeño de Salud (SES) es el organismo encargado del sistema de asistencia y prestaciones sanitarias públicas en Extremadura. Perteneciente al Sistema Nacional de Salud, fue creado en 1986. Está adscrito a la Consejería de Salud y Servicios Sociales, y tiene personalidad jurídica propia así como tesorería y facultades de gestión de dicha tesorería para el desarrollo de sus fines.
El organismo se rige por la Ley 10/2001, de 28 de junio, de Salud de Extremadura y disposiciones que la desarrollen, por los Estatutos establecidos en el presente Decreto, por la Ley 1/2002, de 28 de febrero, del Gobierno y de la Administración de la Comunidad Autónoma de Extremadura, por la Ley 5/2007, de 19 de abril, General de Hacienda Pública de Extremadura y demás normativa aplicable a los organismos autónomos de la Comunidad Autónoma de Extremadura.
Está estructurado en los siguientes órganos directivos:
- Dirección-Gerencia.
  - Subdirección de Sistemas de Información.
- Dirección General de Recursos Humanos y Asuntos Generales.
  - Subdirección de Asesoría Jurídica.
  - Subdirección de Administración de Personal y Prevención de Riesgos Laborales.
  - Subdirección de Régimen Retributivo y Relaciones Laborales.
  - Subdirección de Selección y Provisión de Personal Estatutario Fijo.
  - Subdirección de Gestión de Personal Estatutario Temporal.
  - Subdirección de Obras, Instalaciones y Equipamientos.
  - Subdirección de Selección de Personal Estatutario.
- Dirección General de Asistencia Sanitaria.
  - Subdirección de Atención Primaria.
  - Subdirección de Atención Especializada.
  - Subdirección de Farmacia.
  - Subdirección de Salud Mental y Programas Asistenciales
- Dirección General de Planificación Económica.
  - Subdirección de Contabilidad.
  - Subdirección de Tesorería.
  - Subdirección de Presupuestos.
  - Subdirección de Gestión Económica y Contratación Administrativa.
- Dirección General de Salud Pública.
  - Subdirección de Salud Alimentaria y Ambiental.
  - Subdirección de Epidemiología.
  - Secretaría Técnica de Drogodependencias.
- Gerencias de Área.

El Servicio Extremeño de Salud abarca diferentes áreas de salud, las cuales son divisiones geográficas con una gerencia de área responsable de la gestión de los centros y de los establecimientos pertenecientes al servicio en dicha zona geográfica y de las competencias sanitarias a desarrollar por ellos. Las diferentes áreas son las siguientes:
- Área de Salud de Badajoz.
- Área de Salud de Mérida.
- Área de Salud de Cáceres.
- Área de Salud de Coria.
- Área de Salud de Don Benito-Villanueva.
- Área de Salud de Llerena-Zafra.
- Área de Salud de Navalmoral.
- Área de Salud de Plasencia.

## Hospitales
En la actualidad los catorce principales centros sanitarios del Servicio Extremeño de Salud son:
- Complejo Hospitalario Universitario de Badajoz
  - Hospital Universitario de Badajoz (Badajoz).
  - Hospital Materno Infantil (Badajoz).
  - Hospital Perpetuo Socorro (Badajoz).
- Complejo Hospitalario Universitario de Cáceres.
  - Hospital Universitario de Cáceres (Cáceres).
  - Hospital San Pedro de Alcántara (Cáceres).
- Complejo Hospitalario de Mérida
  - Hospital de Mérida.
  - Hospital Tierra de Barros (Almendralejo).
- Complejo Hospitalario de Don Benito-Villanueva.
  - Hospital Don Benito-Villanueva de la Serena.
  - Hospital Siberia-Serena (Talarrubias).
- Complejo Hospitalario de Llerena-Zafra.
  - Hospital de Llerena.
  - Hospital de Zafra.
- Hospital Virgen del Puerto (Plasencia).
- Hospital Campo Arañuelo (Navalmoral de la Mata).
- Hospital Ciudad de Coria (Coria).

## Otros centros dependientes
- Centros de Drogodependencias Extremeños (CEDEX).
- Banco Regional de Sangre de Extremadura (Mérida).
- Coordinación Regional de Trasplantes (Badajoz).